# Energia nucleară în Rusia

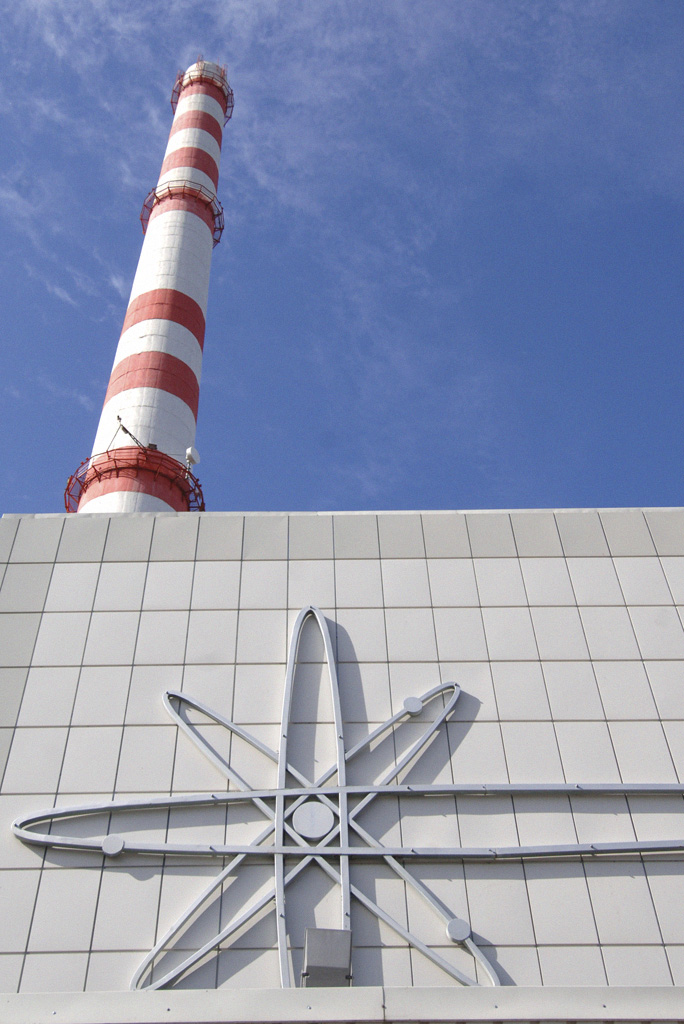
Centrala nucleară de la Leningrad

În 2018 centralele nucleare din Rusia au generat 202,87 TWh de electricitate, sau 20,8% din toată energia produsă. Capacitatea brută instalată a reactorilor rusești constituia 31.315 MW.
Strategia energetică rusă din 2003 a stabilit drept prioritate reducerea surselor de energie pe bază de gaz natural, urmărind realizarea acestui lucru prin dublarea generării de energie nucleară până în 2020. În 2006 Agenția Federală a Energiei Atomice (Rosatom) a anunțat țintele pentru producția de energie nucleară în viitor: să furnizeze 23% din necesarul de electricitate până în 2020 și 25% până în 2030. În 2013 statul rus a alocat 80,6 miliarde de ruble (2,4 miliarde de dolari) pentru dezvoltarea propriei industrii nucleare, în special a proiectelor de export prin care companiile rusești dețin și operează centrala, ca în cazul Centralei Nucleare de la Akkuyu.
Rusia a făcut planuri pentru a mări numărul reactorilor nucleari în funcțiune de la 31 la 59. Reactorii vechi vor fi întreținuți și modernizați, inclusiv unitățile RBMK, familie din care au făcut parte reactorii de la Cernobîl. China și Rusia s-au înțeles în octombrie 2005 să continue cooperarea în domeniul construcției de centrale nucleare.
Conform legislației adoptate în 2001, toți reactorii civili sunt operați de Energoatom. Mai recent, în 2007, parlamentul rus a adoptat legea ”Cu privire la administrarea și dispoziției proprietății și acțiunilor organizațiilor care folosesc energie nucleară și cu privire la schimbările relevante a unor acte legislative ale Federației Ruse”, care a creat Atomenergoprom, un holding pentru toată industria civilă nucleară rusă, inclusiv Energoatom, producătorul și furnizorul de combustibil nuclear TVEL, exportatorul de uraniu Tekhsnabexport (Tenex) și constructorul de complexe nucleare Atomstroyexport.
În calitate de membru al ITER, Rusia participă la proiectarea reactorii de fuziune nucleară.
Guvernul rus planifică să aloce 127 miliarde de ruble (5,42 miliarde de dolari) unui program federal dedicat tehnologiilor de energie nucleară de generație următoare.
În anii 1970 costul overnight de construcție era de 800 $/kWh la cursul valutar din 2016.
Industria nucleară rusă are 200.000 de angajați. Rusia este recunoscută pentru expertiza sa în domeniul dezastrelor nucleare și pentru siguranța tehnologiilor sale.
Rusia de asemenea caută să realizeze un plan ambițios de a crește vânzările de reactori rusești peste hotare. În prezent este oferit pe piață [[reactor cu apă sub presiune |reactorul cu apă sub presiune VVER-1200, care este o evoluție a reactorului VVER-1000, cu o capacitate sporită de 1200 MWe (brut) și cu mai multe măsuri pasive de siguranță. În august 2016 primul VVER-1200, Novovoronej II-1, a fost conectat la rețea.
În 2016 a fost anunțată intenția de a construi 11 noi reactori nucleare până în 2030, printre care și primul VVER-600, o versiune mai mică a VVER-1200 cu două circuite de răcire, destinată regiunilor și piețelor mai mici. De asemenea au fost aprobate planurile generale pentru construcția instalațiilor de eliminare a deșeurilor radioactive în ținutul Krasnoyarsk. Acestea vizează atât instalații de procesare a deșeurilor radioactive de nivel scăzut și intermediar în apropiere de suprafață, cât și depozite geologice la adâncimi mari pentru deșeurile de nivel înalt.

## Reactori nucleari

### Reactori în funcțiune
| Denumire          | Locație        | Tip     | Capacitate, MWe | Operațional | Comentarii                                |
| ----------------- | -------------- | ------- | --------------- | ----------- | ----------------------------------------- |
| Obninskaya        | Obninsk        | AM-1    | 5               | 1954–2002   | Prima centrală nucleară din lume          |
| Sibirskaya        | Seversk        | EI-2    | 100             | 1958–1990   |                                           |
|                   |                | ADE-3   |                 | 1961–1992   |                                           |
|                   |                | ADE-4   |                 | 1963–2008   |                                           |
|                   |                | ADE-5   |                 | 1965–2008   |                                           |
| Beloyarskaya      | Zarecinîi      | AMB-100 | 108             | 1964–1981   |                                           |
|                   |                | AMB-200 | 260             | 1967–1989   |                                           |
|                   |                | BN-600  | 600             | 1980–       |                                           |
|                   |                | BN-800  | 864             | 2014–       |                                           |
| Dimitrovgradskaya | Dimitrovgrad   | BOR-60  | 12              | 1968–       |                                           |
| Novovoronezhskaya | Novovoronej    | VVER    | 210             | 1964–1984   |                                           |
|                   |                | VVER    | 365             | 1969–1990   |                                           |
|                   |                | VVER    | 417             | 1971–       |                                           |
|                   |                | VVER    | 417             | 1972–       |                                           |
|                   |                | VVER    | 1000            | 1980–       |                                           |
| Leningradskaya    | Sosnovy Bor    | RBMK    | 1000            | 1973–       |                                           |
|                   |                | RBMK    | 1000            | 1975–       |                                           |
|                   |                | RBMK    | 1000            | 1979–       |                                           |
|                   |                | RBMK    | 1000            | 1981–       |                                           |
| Kolskaya          | Polyarnye Zori | VVER    | 440             | 1973–       |                                           |
|                   |                | VVER    | 440             | 1974–       |                                           |
|                   |                | VVER    | 440             | 1981–       |                                           |
|                   |                | VVER    | 440             | 1984–       |                                           |
| Bilibinskaya      | Bilibino       | EGP     | 12              | 1974–       | producție combinată de căldură și electr. |
|                   |                | EGP     | 12              | 1974–       |                                           |
|                   |                | EGP     | 12              | 1975–       |                                           |
|                   |                | EGP     | 12              | 1976–       |                                           |
| Kurskaya          | Kurchatov      | RBMK    | 1000            | 1976–       |                                           |
|                   |                | RBMK    | 1000            | 1979–       |                                           |
|                   |                | RBMK    | 1000            | 1983–       |                                           |
|                   |                | RBMK    | 1000            | 1985–       |                                           |
| Smolenskaya       | Desnogorsk     | RBMK    | 1000            | 1982–       |                                           |
|                   |                | RBMK    | 1000            | 1985–       |                                           |
|                   |                | RBMK    | 1000            | 1990–       |                                           |
| Kalininskaya      | Udomlya        | VVER    | 1000            | 1984–       |                                           |
|                   |                | VVER    | 1000            | 1986–       |                                           |
|                   |                | VVER    | 1000            | 2004–       |                                           |
|                   |                | VVER    | 1000            | 2011–       |                                           |
| Balakovskaya      | Balakovo       | VVER    | 1000            | 1985–       |                                           |
|                   |                | VVER    | 1000            | 1987–       |                                           |
|                   |                | VVER    | 1000            | 1988–       |                                           |
|                   |                | VVER    | 1000            | 1993–       |                                           |
| Rostovskaya       | Volgodonsk     | VVER    | 1000            | 2001–       |                                           |
|                   |                | VVER    | 1000            | 2009-       |                                           |

11 din reactorii Rusiei sunt de tipul RBMK 1000, similar celui folosit de centrala nucleară de la Cernobîl. Inițial o parte din acestea urmau să fie oprite, dar ulterior au primit extensii a termenului de exploatare și capacitatea lor a fost ridicată cu 5%. Criticii afirmă că acești reactori au un ”design inerent nesigur” care nu poate fi îmbunătățit cu ajutorul modernizării și a componentelor noi, mai mult ca atât unele părți din reactori sunt imposibil de înlocuit. Grupurile ecologice din Rusia susțin că prelungirea termenului de exploatare ”încalcă legea rusă, deoarece proiectele nu au fost supuse evaluărilor de mediu”.

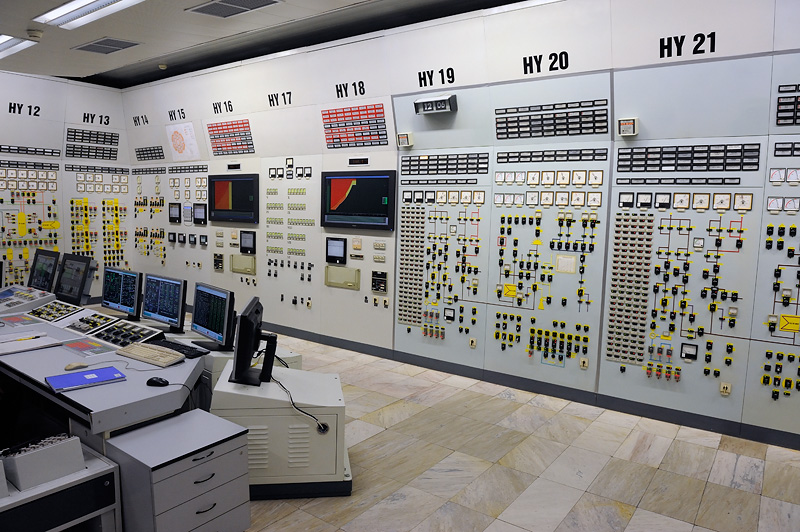
Camera de control a reactorului VVER-1000 în 2009, Kozlodui Unitatea 5

### Reactorii nucleari în proces de construcție
| Reactor            | Tip             | MWe net   | MWe brut  | Începutul construcției | Va fi operațional (comercial) |
| ------------------ | --------------- | --------- | --------- | ---------------------- | ----------------------------- |
| Akademik Lomonosov | KLT-40S         | 64 (2x32) | 70 (2x35) | 2007-05-15             | 2017                          |
| Baltiiskaya-1      | VVER-1200       | 1109      | 1194      | 2012-02-22             | 2018 (??)                     |
| Beloyarsk-4        | FBR BN-800      | 789       | 864       | 2006-07-18             | 2015 Terminat                 |
| Leningrad 2-1      | VVER-1200/V491  | 1085      | 1170      | 2008-10-25             | 2018                          |
| Leningrad 2-2      | VVER-1200/V491  | 1085      | 1170      | 2010-04-15             | 2019                          |
| Novovoronej 2-1    | VVER-1200/V392М | 1114      | 1200      | 2008-06-24             | 2017 Terminat                 |
| Novovoronej 2-2    | VVER-1200/V392М | 1114      | 1200      | 2009-07-12             | 2019                          |
| Rostov-3           | VVER-1000       | 1011      | 1100      | 2009-09-15             | 2015 Terminat                 |
| Rostov-4           | VVER-1000       | 1011      | 1100      | 2010-06-16             | 2017                          |
| Total: 6(9)        |                 | 8382      | 9068      |                        |                               |

## Proiecte internaționale ale industriei nucleare ruse
| Țară     | Reactor          | Tip            | MWe net | MWe brut | Începutul construcției      | Va fi operațional (comercial) |
| -------- | ---------------- | -------------- | ------- | -------- | --------------------------- | ----------------------------- |
| Turcia   | Akkuyu-1/2/3/4   | VVER-1200/491  | 1115    | 1200     | 2016 (prima unitate)        | 2023 (prima unitate)          |
| Belarus  | Belarusian-1     | VVER-1200      | 1115    | 1200     | 2013-11-06                  | 2019                          |
| Belarus  | Belarusian-2     | VVER-1200      | 1115    | 1200     | 2014-06-03                  | 2020                          |
| Iran     | Bushehr-1        | VVER-1000/446  | 915     | 1000     | 1975-05-01 (1995)           | 2013-09-23                    |
| Iran     | Bushehr-2        | VVER-1000/446  | 915     | 1000     | 2016-09-10                  | 2025                          |
| Iran     | Bushehr-3        | VVER-1000/446  | 915     | 1000     | 2016-09-10                  | 2027                          |
| India    | Kudankulam-1     | VVER-1000/412  | 917     | 1000     | 2002-03-31                  | 2013-10-22                    |
| India    | Kudankulam-2     | VVER-1000/412  | 917     | 1000     | 2002-07-04                  | 2016-07-10                    |
| India    | Kudankulam-3/4   | VVER-1000/412  | 917     | 1000     | în negocieri                |                               |
| Slovacia | Mochovce-3/4     | VVER-440       | 440     | 471      | 1987-01-27 (noiembrie 2009) | 2017                          |
| Vietnam  | Ninh Thuan 1-1/2 | VVER-1000/428  | 950     | 1000     | anulat                      | anulat                        |
| Vietnam  | Ninh Thuan 1-3/4 | VVER-1000/428  | 950     | 1000     | anulat                      | anulat                        |
| China    | Tianwan-1        | VVER-1000/428  | 990     | 1060     | 1999-10-20                  | 2007-05-17                    |
| China    | Tianwan-2        | VVER-1000/428  | 990     | 1060     | 2000-10-20                  | 2007-08-16                    |
| China    | Tianwan-3        | VVER-1000/428М | 1050    | 1126     | 2012-12-27                  | 2018                          |
| China    | Tianwan-4        | VVER-1000/428М | 1050    | 1126     | 2013-09-27                  | 2018                          |
| Ucraina  | Khmelnitskiy-3/4 | VVER-1000/392B | 950     | 1000     | anulat                      | anulat                        |

Pe lângă acestea, lista proiectelor în fază de elaborare la care Atomstroyexport dorește să participe conține:
- Centrala nucleară de la Temelin, reactorii 3 și 4 (Cehia)
- Centrala nucleară din Iordania  (un reactor, cu posibilitatea de a construi al doilea)
- Centrala nucleară de la Mețamor, reactorii 3 și 4 (Armenia)
- O centrală nucleară cu un reactor VBER-300 (Kazahstan)
- Centrala nucleară de la Sanmen (China)

## Companii de inginerie nucleară
- Atomenergomash - produce generatori de aburi pentru centralele nucleare
- Atommash - cândva cea mai mare uzină de inginerie nucleară capabilă să producă până la 8 reactori pe an, dar după prăbușirea Uniunii Sovietice a fost privatizată și reorganizată în cadrul companiei Energomash; în prezent nu mai este capabilă să construiască reactori
- Atomstroyexport - companie care deține monopolul asupra exportului de utilaje și servicii nucleare
- OKBM Afrikantov - companie de proiectare și inginerie nucleară
- OKB Gidropress - companie de proiectare și inginerie nucleară

## Siguranță
Ca urmare a accidentului nuclear de la Fukushima-Daiichi din 2011, Rusia intenționează să execute ”teste de stres” la toți reactorii pentru ”a aprecia capacitatea lor de a rezista cutremurelor mai puternice decât cele anticipate de proiectul original”.